# Willi Egger
Wilhelm „Willi” Egger (ur. 7 października 1932 w Murau, zm. 29 kwietnia 2008 tamże) – austriacki skoczek narciarski i specjalista kombinacji norweskiej.
Trzykrotnie brał udział w igrzyskach olimpijskich. Jego największym sukcesem jest zajęcie drugiego miejsca w klasyfikacji generalnej 10. Turnieju Czterech Skoczni (52. miejsce w Oberstdorfie, 1. miejsce w Garmisch-Partenkirchen, 2. miejsce w Innsbrucku i 1. miejsce w Bischofshofen). W 11. Turnieju Czterech Skoczni zajął 8. miejsce.